# Ostap Luzkyj

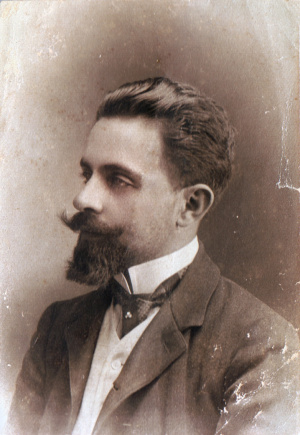
Ostap Luzkyj vor 1939

Ostap Mychajlowytsch Luzkyj (ukrainisch Остап Михайлович Луцький; * 8. November 1883 in Luka, Königreich Galizien und Lodomerien, Österreich-Ungarn; † 8. Oktober 1941 in Kotlas, Oblast Archangelsk Sowjetunion) war ein ukrainischer Schriftsteller, Publizist und Literaturkritiker sowie Militärperson und polnischer Politiker.

## Leben
Ostap Luzkyj kam als Sohn einer kleinadeligen Familie in Luka im heutigen Rajon Sambir der ukrainischen Oblast Lwiw zur Welt.
Er besuchte die Gymnasien in Butschatsch, Stanislau und Sambir, wo er 1901 sein Abitur machte.
Anschließend studierte er Recht an der Universität in Lemberg, Philosophie an der Karls-Universität in Prag und Literatur an der Jagiellonen-Universität in Krakau, wo er Wassyl Stefanyk und Bohdan Lepkyj kennenlernte.
Luzkyjs erste Werke wurden 1902 in der Zeitschrift Ruslan veröffentlicht. 1903 veröffentlichte er in Kolomyja die Gedichtsammlung „Без маски“ (Ohne Maske). Im Jahr darauf publizierte er in Lwiw „З моїх днів“ (Aus meinen Tagen) und 1906 ebenda „В такі хвилі“ (In solchen Wellen).
Zudem verfasste er mehrere literarische und kritische Artikel, die sich mit der literarischen Entwicklung des späten 19. und frühen 20. Jahrhunderts auseinandersetzten, und trat als aktiver Verfechter modernistischer Tendenzen in der Literatur auf.
Zwischen 1906 und 1909 war er Mitorganisator der modernen literarischen Gruppe „Junge Muse“ (ukrainisch Молода муза Moloda Musa) und von 1907 bis 1914 war er Mitherausgeber und Redakteur der Zeitschrift Bukowina in Czernowitz. Dort betätigte er sich auch in der lokalen Genossenschaftsbewegung.
Während des Ersten Weltkrieges diente er als Leutnant in der österreichischen Armee und wurde 1918 Adjutant von Erzherzog Wilhelm von Habsburg. Zu Beginn des Polnisch-Ukrainischen Krieges von 1918/19 wurde Luzkyj Sotnyk in der Ukrainisch-galizischen Armee (Українська Га́лицька а́рмія (УГА)) der Westukrainischen Volksrepublik und danach Generalstabsoffizier im Armeehauptquartier der Ukrainischen Volksrepublik, wo er im Polnisch-Sowjetischen Krieg als Verbindungsoffizier für die Kommunikation zwischen den Staatsführern Symon Petljura und Józef Piłsudski zuständig war.
Nach Kriegsende lebte er in Stryj und war leitend in der ukrainischen Genossenschaftsbewegung in Galizien tätig. Zwischen 1928 und 1939 war er im Parteivorstand der Ukrainischen Nationaldemokratischen Union (Українське національно-демократичне об'єднання; UNDO). Von 1928 bis 1935 war er Abgeordneter der polnischen Sejm und in den Jahren 1935 bis 1939 war er Senator im polnischen Senat, wo er im Ausschuss für auswärtige Beziehungen war und sich für die Normalisierung der ukrainisch-polnischen Beziehungen einsetzte. Des Weiteren schrieb er Artikel zu ökonomischen und sozialen Themen.

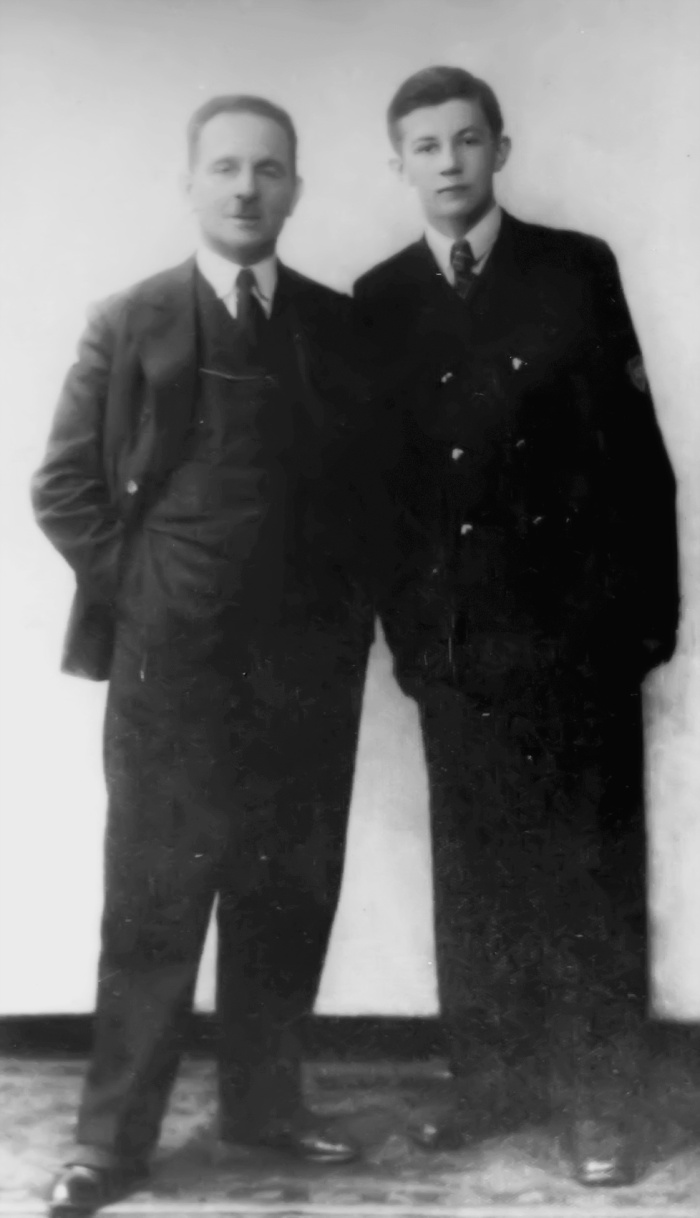
Ostap Luzkyj mit seinem Sohn Jurij Luzkyj, 1936

Nach der sowjetischen Besetzung Ostpolens wurde er am 2. Oktober 1939 in Lwiw vom NKWD verhaftet und starb zwei Jahre später im Alter von 57 Jahren in einem Gulag bei Kotlas in der RSFSR.

## Familie
Ostap Luzkyj war mit einer Tochter von Stepan Smal-Stozkyj verheiratet. Das Ehepaar waren die Eltern des ukrainisch-kanadischen Literaturwissenschaftlers und Übersetzers Jurij Luzkyj.

## Werk
Sein Sohn Jurij Luzkyj untersuchte und publizierte 1968, gemeinsam mit Bohdan Rubtschak (Богдан Рубчак; 1935–2018), das literarische Werk seines Vaters. Ostap Luzkyjs Briefwechsel, den er unter anderem mit Iwan Franko und Olha Kobyljanska führte, wurde 1994 veröffentlicht.